# Sello (cuño)

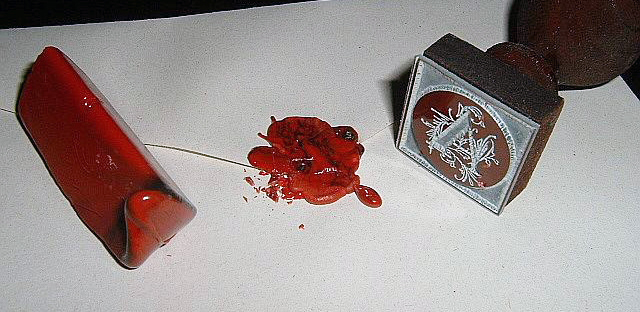
Sello de lacre para el lacrado de los sobres.

Se llama sello al cuño o troquel que sirve para estampar figuras o signos representativos de la persona física o moral que lo usa y con los cuales se autorizan los documentos emanados de la misma.

## Tipos
- se llama contrasello a una marca de menor diámetro que el sello y que se añade a este en el reverso (cuando el sello es pendiente) para dificultar más las falsificaciones.
- se llama sobresello a otro sello menor que se imprime con parte baja y anterior del sello principal y que se plica como representativo de la persona cuando el primero lo es de la jurisdicción en absoluto.
- los sellos que van pendientes del diploma (que en este caso, suele ser un pergamino) se llaman bulas si son metálicos y flaones si son de cera y de gran tamaño.

El estudio de los sellos tiene gran importancia para la diplomática -es decir la ciencia que se ocupa de los documentos antiguos- y la historia y ha llegado a ser objeto de una ciencia especial llamada estragística o sigilografía.

## Historia

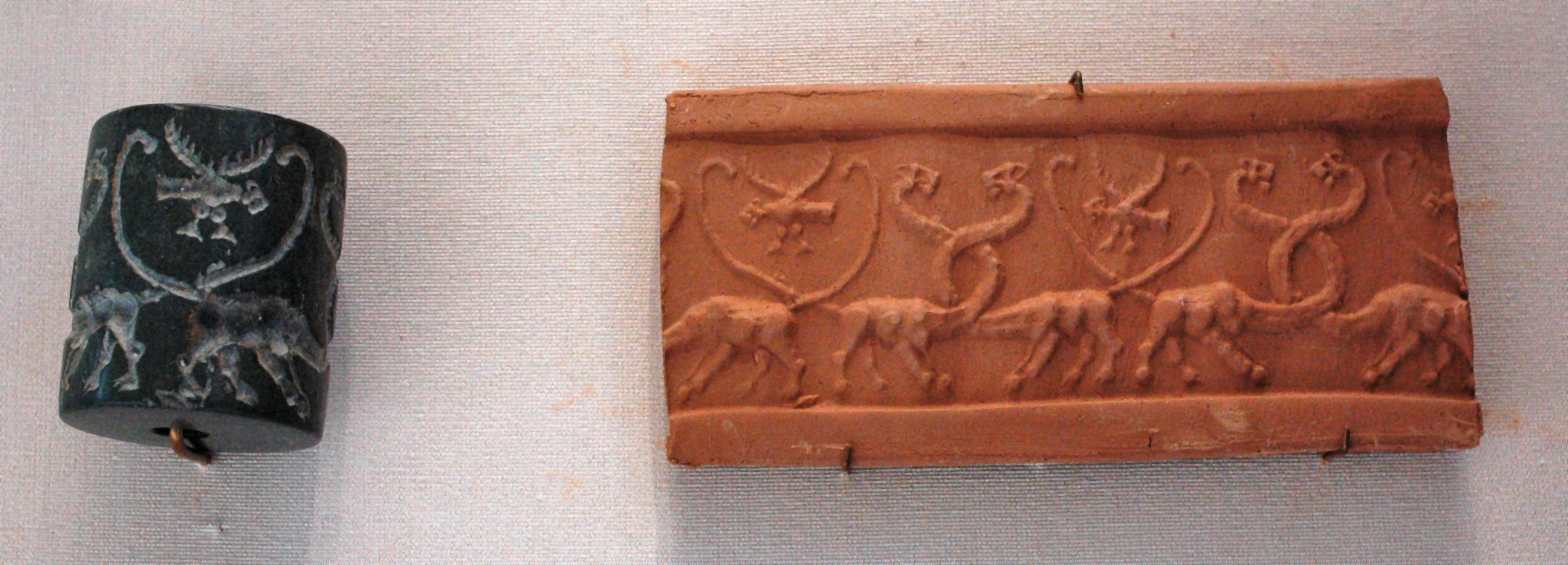
Sello cilíndrico de jaspe y su estampación. Uruk, IV milenio a. C.

Hacia 4000 a. C., en Mesopotamia, los sellos cilíndricos pueden imprimir en la arcilla fresca un motivo en relieve, a menudo refinado, lo que garantiza la identidad de la persona que ha realizado un documento o ha cerrado un recipiente. 
En el Antiguo Egipto también se utilizaban sellos, siempre en arcilla, sobre papiros o en las tumbas.
Los sellos de plomo aparecieron en el siglo IV, y los de cera de abejas en el siglo XII.
En la Edad Media, el sello, además de garantizar la confidencialidad de un mensaje, también daba fe de su autenticidad. Estaba constituido por un sello de cera impreso por un tampón con un motivo demasiado complicado para ser reproducido con certeza. Cada ciudad tenía su sello. El sello también designaba igualmente al sistema que ha permitido la realización de la estampación, que es el tampón.
En el siglo XIX, los sellos se utilizaban principalmente para asegurar la carga y las mercancías a base de alambres de hierros retorcidos.

## Clasificación de los sellos

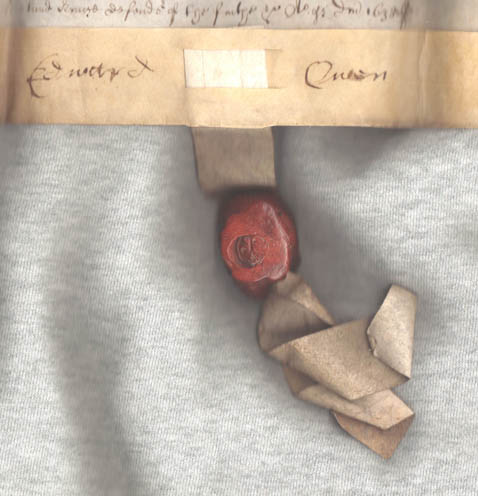
Sello pendiente.

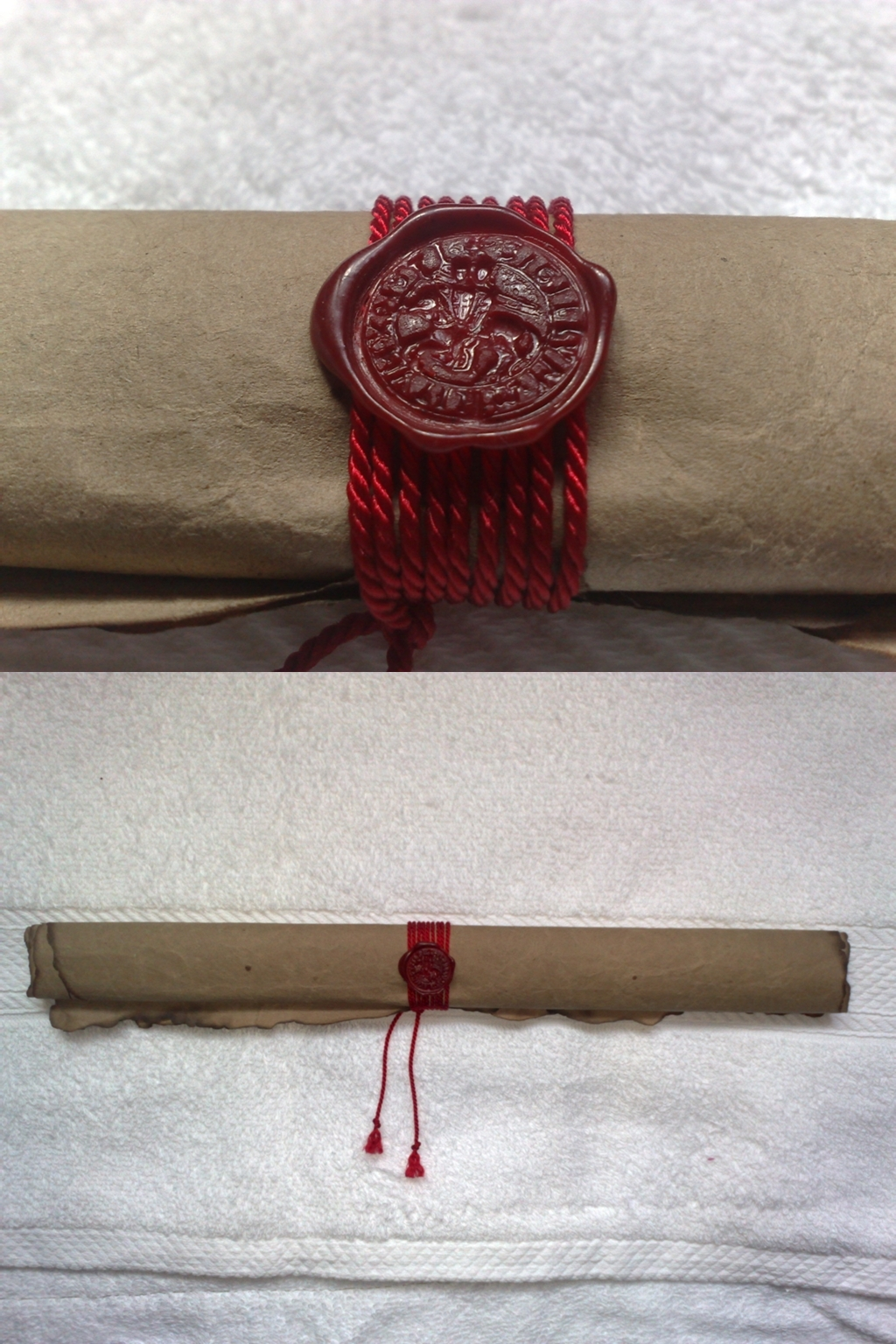
Manuscrito en pergamino, sellado con el símbolo de los Caballeros Templarios, con nueve vueltas de hilo de seda y lacre rojo; es visible su lema: Sigillum Militum Xpisti, que significa: "Sello de la Milicia de Cristo".

### Por su colocación
Por su colocación, los sellos pueden ser: 
- pendientes: cuelgan del documento al cual están sujetos por cordones o cintas.[1]
- de placa: están adheridos al propio documento.[2][3]

### Por su tamaño
En razón de su tamaño, los sellos se dividen en:
- grandes: correspondientes a los monarcas.
- comunes: corresponden a los altos dignatarios y las corporaciones.
- pequeños: corresponden a los particulares.[2]

### Por su materia
Por razón de su materia, los sellos pueden ser de oro, de plata, de bronce, de plomo, de cera, de maltha (pasta de arcilla, pez y grasa o cera), de creta asiática (tierra arcillosa), lacre o cera hispánica, oblea y por fin de tinta o estampación y en seco o en el papel limpio. 
La cera fue empleada ya por los asirios, los egipcios, los hebreos, los fenicios y otros pueblos de la antigüedad. Para sellar, se imprimía sobre la cera adherida al documento la piedra grabada, engarzada en un anillo, costumbre que duró hasta muy adentrado el siglo VIII y que se hizo extensiva a toda suerte de personas sin distinción de clase. De ahí el gran número de piedras grabadas que han llegado hasta nuestros días. Respecto al color de la cera, cada monarca tenía el suyo especial:
- los emperadores de Oriente y algunos de Alemania usaban cera roja.
- los reyes de España, cera roja o blanca.
- los reyes de Francia, desde el siglo XIII, cera verde.
- desde el siglo XIII adoptaron los cardenales la cera encarnada.

Muy antiguos son los sellos de plomo, y se conservan algunos pertenecientes a Trajano y otros emperadores romanos. Desde el siglo VI se hicieron principalmente propios de los papas. Estos sellos siempre pendientes y circulares llevaban en el anverso la cabeza de los santos Pedro y Pablo y en el reverso la cruz con el nombre del pontífice. En España comenzó a usar sellos de plomo Alfonso VIII de Castilla.
La oblea data del siglo XVI, y se usaba humedecida y aplicada al documento con papel encima, sobre le cual se imprime el cuño. El lacre se aplica fundido y viene usándose desde el siglo XVII. Los sellos en seco y los de estampación se emplean desde el siglo XVIII. Los metálicos y los de materia arcillosa se conocieron ya por lo menos en la civilización romana. Los de cera más o menos pura constan desde el siglo VII, que son los más antiguos que se conservan de esta clase, y desde el siglo XII reciben diferentes colores, de los cuales prevalece el amarillo. Los sellos pendientes de cera (pues los metálicos siempre son pendientes) empezaron en el siglo XI y en España a mediados del siglo XII, y frecuentemente se hallan de color rojo, ya en su totalidad, ya en una capa de la superficie desde el siglo XIII.

### Por su forma

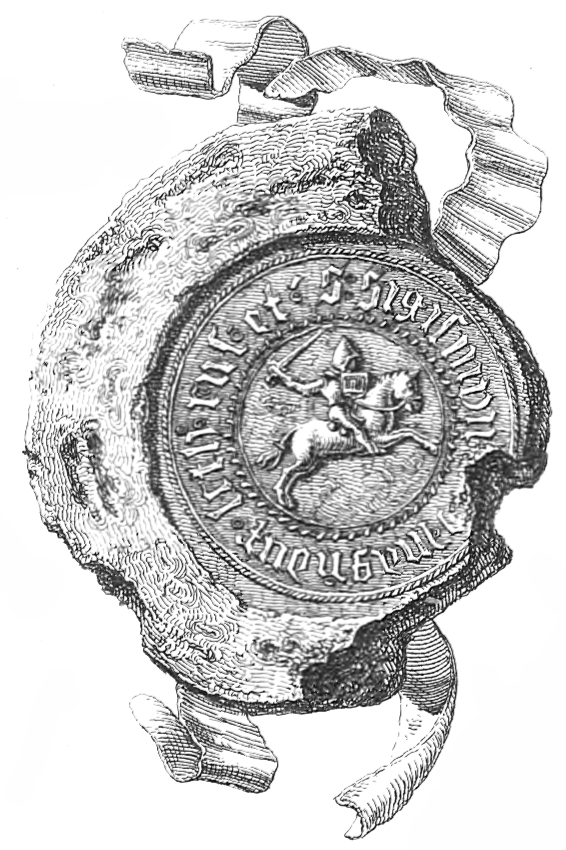
Sello pendiente discoidal.

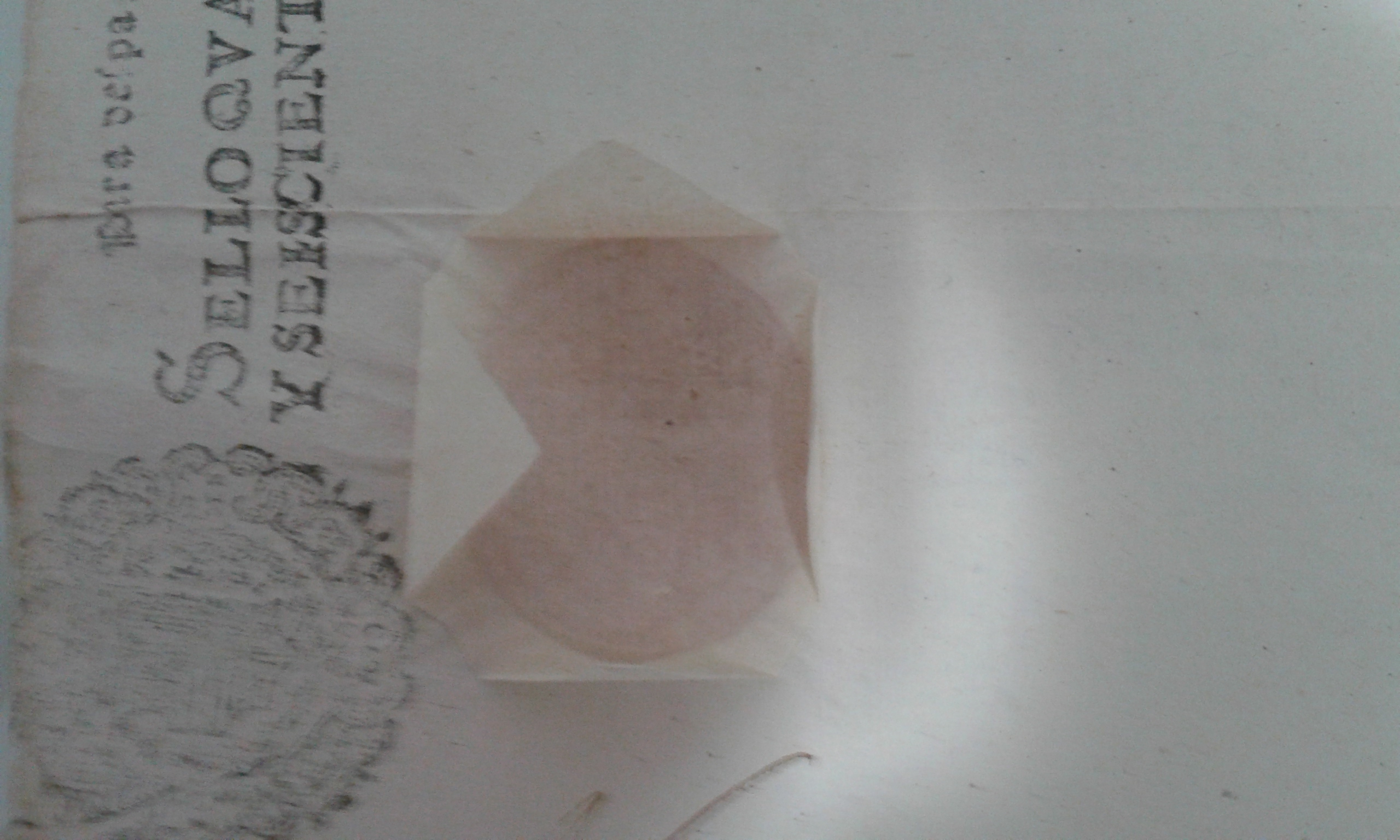
Sello de placa.

La forma exterior de los sellos, aunque variada, es generalmente circular y en los pendientes, la discoidal o de rodaja, si bien los de cera aparecen frecuentemente en forma esferoidal o almendrada. Se llaman de placa los sellos adheridos al papel o al pergamino cuando son de cera o de alguna sustancia equivalente y pendientes los que van suspendidos del documento por cordones de seda o tiras de pergamino, los cuales se llaman bulas si son metálicos, y bulas áureas si son de oro. Desde el siglo XIV es frecuente aplicar sobre la cera un papel en los de placa a fin de recibir mejor la impronta del troquel e impedir su desgaste y para evitar el deterioro en los sellos de cera pendientes se envuelven con una sencilla funda de tela o pergamino desde el siglo XIII o se los encierra en una cajita metálica o de madera desde el siglo XV.
La forma interior o de la impronta se acomoda por regla general a la exterior del sello y suele ser circular para los civiles y las bulas papales, pero en los sellos episcopales de la Edad Media prevalece la forma oval o de almendra, la cual es también frecuente en los de reinas y señoras. En los sellos pendientes con forma almendrada o semiesférica solo se halla impresa una cara y queda convexa la opuesta, mientras que los sellos discoidales llevan impronta en las dos caras.

## Tipos y leyendas
La parte formal del sello se encuentra en las figuras, símbolos y leyendas o inscripciones. Consta por lo mismo de dos elementos íntimamente unidos: el tipo y la leyenda, que se corresponden y se complementan mutuamente. El tipo ocupa el centro o campo del sello, y la leyenda se coloca por lo general alrededor del mismo.
Entre los tipos se hallan principalmente los siguientes:
- mayestático, propio de monarcas, en el cual va la figura del soberano colocada de frente y en su trono, empuñando algún cetro o arma;
- el ecuestre, propio de caballeros o guerreros y de reyes conquistadores, cuya imagen va figurada a caballo y en actitud movida (es frecuente en los sellos de cera la unión de ambos tipos, uno en una cara y el otro, en la otra);
- el heráldico, que lleva solo la figura de algún escudo de armas, distintivo de nobles y caballero y usado también por monarcas para el reverso y contrasello;
- el simbólico, propio de asociaciones, iglesias y demás entidades morales;
- el arquitectónico, en el que aparecen castillos y otros edificios, muy común para sellos de municipios.
- el papal, con las figuras de los apóstoles Pedro y Pablo.
- el episcopal y el abacial, con la figura del respectivo prelado casi siempre en pie en los de la Edad Media, y la representación de su escudo de armas en los tiempos modernos.
- el monogramático, formado por el monograma de María, propio de asociaciones piadosas o por la cifra de la persona privada de la cual es el sello.

El tipo del sello suele ir acompañado de diferentes adornos, y desde el siglo XIV suele estar encuadrada la figura dentro de un doselete o templete. 
La leyenda suele ir alrededor del tipo y va escrita en una sola línea, si bien las bulas pontificias la llevan en una sola cara del sello y en líneas horizontales. El contenido de la leyenda consiste en el nombre de la persona física o moral a quien representa el sello con los títulos de la misma y alguna sentencia o lema que a veces le acompaña. El idioma adoptado en estas leyendas es siempre el latín en Europa hasta el siglo XIII. Desde esta fecha comenzaron a usarse los idiomas vulgares (es decir, las lenguas actuales), pero los sellos eclesiásticos y los de monarcas por lo general continuaron con el latín hasta el siglo XX. Los reyes de Francia adoptaron su lengua en los sellos a principios del siglo XVII, y los de España en tiempo de Isabel II.

## Uso diplomático de los sellos
El uso privado de los sellos depende del capricho singular de cada sujeto, sin obedecer a reglas. Se aplica dicho uso a la correspondencia epistolar, a los libros (ex libris) y publicaciones y a cualquier objeto de importancia que pertenezca a quien hace uso del sello. Este puede ser de placa, de oblea, de lacre, de estampación o en seco, y en el imperio bizantino fue costumbre general tanto de personas públicas y en actos oficiales como de gente común y en actos privados de alguna importancia, cerrar los documentos con una bula de plomo, en la cual estampaban sus nombres o monogramas, y alguna figura religiosa, que por lo común era de la Virgen María. En el Museo de Lavigerie de la antigua Cartago se guardan muchos de estos plomos recogidos en sus inmediaciones y que se remontan a los siglos VI y VII.
Los emperadores romanos autenticaron varias veces sus decretos con bula de plomo en la que figuraba su retrato, como consta de algún ejemplar conocido como el de Marco Aurelio. Pero lo común debió ser en todo el imperio romano la práctica de los anillos signatorios y de sellos de placa, ya en documentos oficiales, ya en los privados. No obstante, el uso de las bulas de plomo e incluso el de las bulas áureas para actos más solemnes se halló muy constante en el imperio bizantino durante toda la Edad Media. 
Del Occidente medieval solo consta el empleo del anillo signatorio sobre cera u otra sustancia equivalente adherida al pergamino como único medio de sellar documentos aun en las cancillerías reales y en la del imperio germánico hasta finales del siglo X, y siguieron luego los sellos pendientes, sin abandonarse del todo los de placa ni el uso de anillos signatorios para documentos de menor importancia.
La cancillería pontificia adoptó desde muy antiguo la bula de plomo, y se conocen documentos sellados con ella desde el siglo VII, y es el Papa Deusdedit (año 614) el de más remota fecha, pero los que se usan en la forma actual, que incluyen los bustos de San Pedro y de San Pablo y el nombre del Pontífice, datan de Paulo I, año 757. Usaron también los Papas algunas veces la bula áurea, sobre todo en diplomas con que reconocían o confirmaban la elección de los emperadores germánicos. Para las cartas familiares se sirvieron la antigüedad de algún anillo signatorio que en el siglo XIII se llamaba anillo del pescador, el cual quedó desde el siglo XV como especial y exclusivo de los breves (documentos papales menos solemnes que las bulas). En él se representa a San Pedro en actitud de pescar, y de aquí recibe su nombre. La materia de este sello ha sido siempre la cera de placa, verde o roja hasta estos últimos tiempos, cuando se ha convertido en sello de estampación con tinta, también encarnada. 
Los emperadores germánicos o del Sacro Imperio se sirvieron algunas veces de la bula áurea para sellar documentos de gran interés público, pero lo ordinario era el sello de plomo desde la época de los otones o el de cera pendiente desde mediados del siglo XI. 

### Los sellos en España

Sello de Fernando II de León.
Sello de Alfonso IX de León.

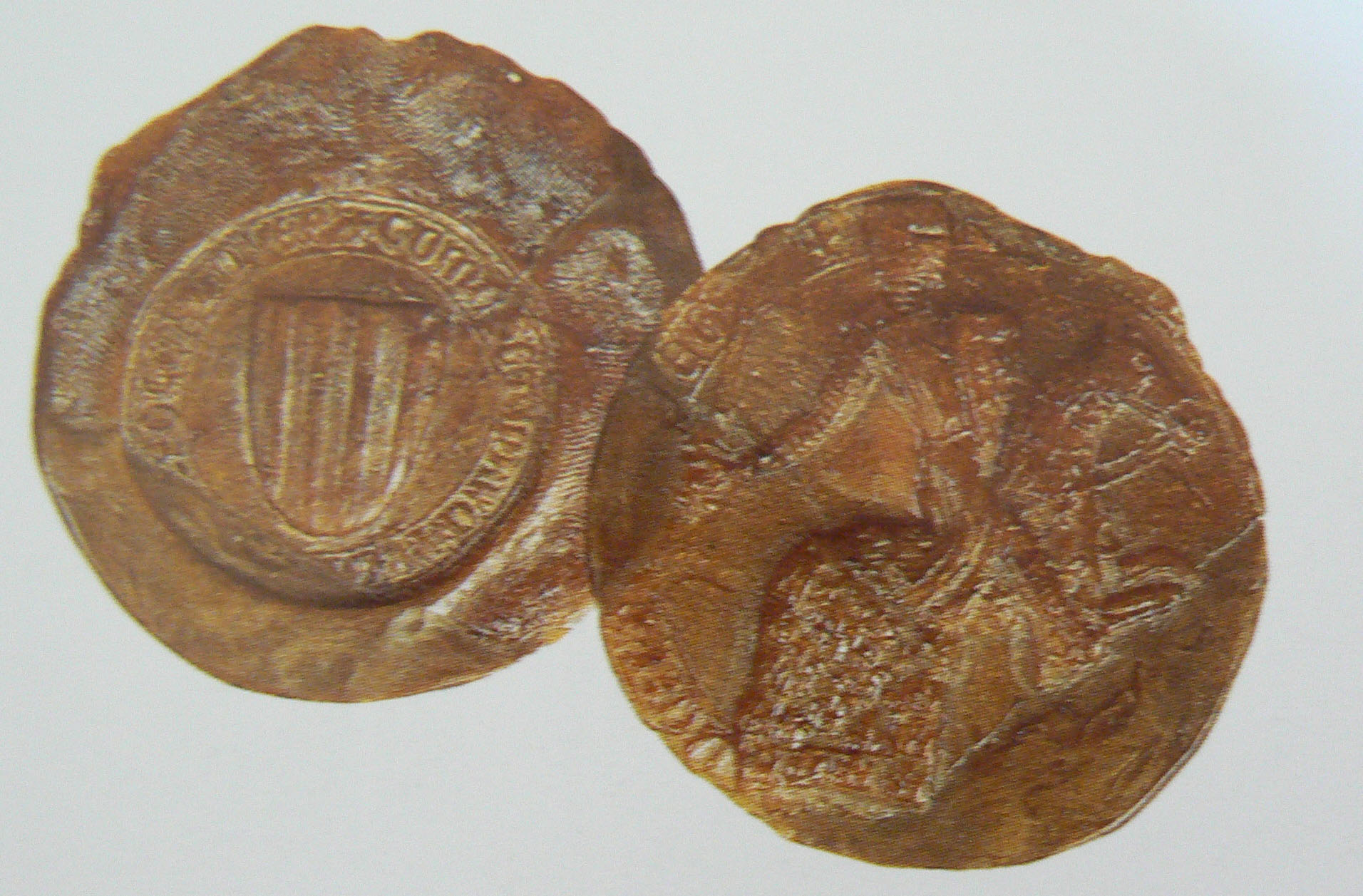
Sello de Ramón Berenguer V de Provenza.

En España se supone desaparecida la costumbre de los anillos signatorios desde la invasión arábiga: fuera del uso que hacían los obispos en funciones sagradas y a finales del siglo XI, reapareció el sello diplomático no ya por medio de anillos, sino de verdaderos troqueles, como en los demás países. El más antiguo de los sellos que se conocen de este tipo es un fragmento de cera pendiente que perteneció a una escritura de privilegios de Alfonso VI, año 1098, que se guarda en la Catedral de León. Le sigue en antigüedad otro de gran módulo y semiesférico, también de cera, que corresponde a otro privilegio de Alfonso VII (año 1152) y se conserva en el Archivo Histórico Nacional. Casi al mismo tiempo comenzaron en Aragón y en Cataluña con Ramón Berenguer IV, el que unió ambos estados mediante su matrimonio con Petronila (1137), y data de 1157 el primer sello de él conocido, también de cera pendiente y discoidal. No tardaron mucho en aparecer sellos de igual clase en Navarra con Sancho el Fuerte (1194) y en Portugal con Sancho II (1223), si bien los prelados de este último reino ya los usaban en tiempo de Alfonso Enríquez (1122). Desde principios del siglo XIII se extendió a los obispos, abades, cabildos y municipios españoles el uso de los sellos de cera pendientes para los documentos mayores, y adoptaron los obispos el color blanco o el amarillento, revestido de una capita roja y en forma almendrada. 

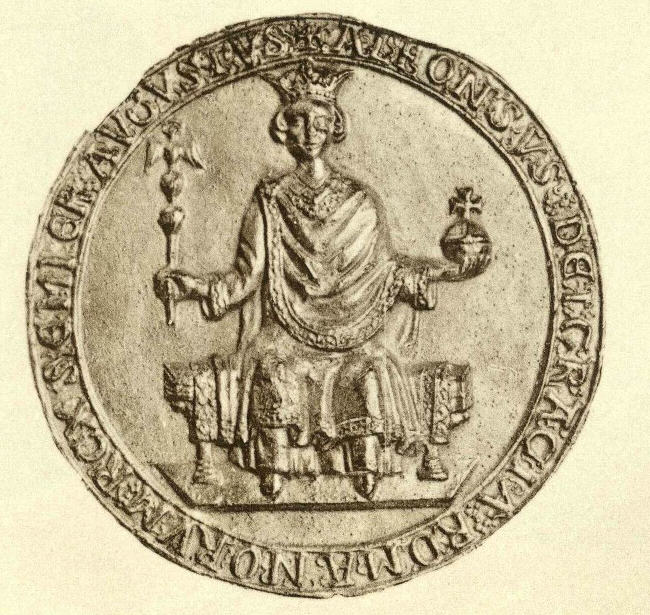
Sello de Alfonso X de Castilla.

Los sellos reales de plomo los introdujeron Alfonso VIII en Castilla (1186), Pedro II de Aragón (1196) y Alfonso II en Portugal (1211). Pero nunca sirvieron en la Cancillería de Navarra ni los adoptaron obispos u otros prelados de la península. Todos eran de pequeño o mediano módulo (a diferencia de los de cera, que llegaron a 13 centímetros) y solo en la era moderna se admitieron de grandes dimensiones y llegaron hasta 8 centímetros de diámetro, en tiempos de Felipe III. El empleo de estas bulas en los documentos en vez de los sellos de cera, no supone mayor solemnidad, sino que se atendía más bien a la duración y al ruego de los interesados y se daba el caso frecuente de sellar con cera documentos de igual importancia que otros que llevaban plomo aun dentro de un mismo reinado. Lo que supone excepcional importancia es el sello de oro que usaron rara vez los reyes de España como Alfonso XI en Castilla y Jaime II con Alfonso V en Aragón. La bula de plata solo consta una vez, en el reinado de Enrique IV.

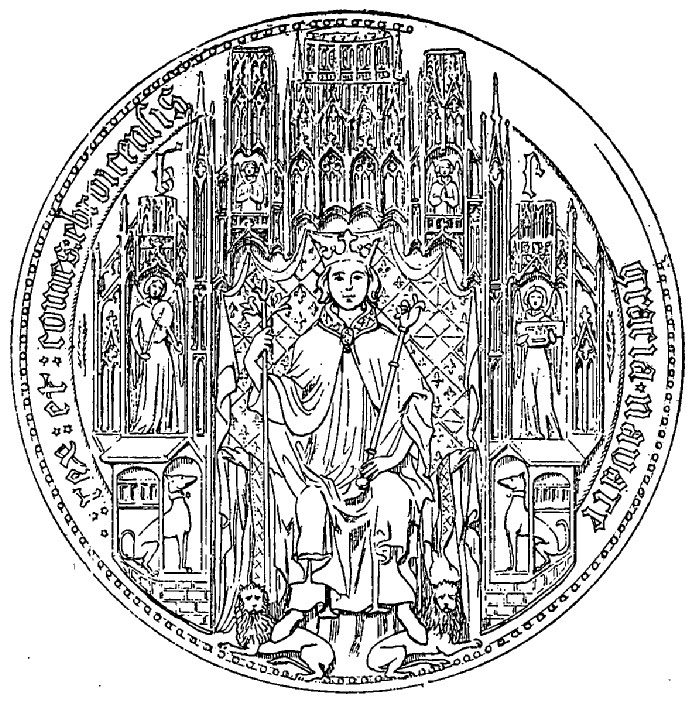
Sello de Carlos III de Navarra.

Ya desde el siglo XII se observaba en los sellos reales la distinción entre mayores y menores, según la solemnidad del documento. Había otros menores, llamados en Castilla sellos de la poridad (puridad) y en Aragón y en Navarra, secretos, que se empleaban de ordinario para cerrar cartas reales y por lo mismo eran de placa. El sello mayor lo guardaba (su troquel) el canciller real, y el secreto lo guardaba el secretario particular del rey, a quien acompañaba en todo lugar y tiempo. De la misma época data el contrasello para los sellos pendientes que tenían el dorso convexo, cuyo uso pasó también luego a los obispos. Con la introducción del sello de oblea en el siglo XVI, queda este para los documentos ordinarios, y los sellos pendientes de cera (redondos y en cajitas metálicas) y los de plomo quedaron reservados para los más solemnes.
Los tipos primeramente adoptados por los españoles fueron el ecuestre, combinado luego con el mayestático, y cierto tiempo después vino el heráldico, el cual se usó de ordinario en los de plomo para una de sus caras. En Aragón empezó a usarse el tipo mayestático en sellos de Alfonso II, y más o menos con él siguieron los restantes monarcas, y en Castilla con Alfonso VII, luego se perdió y reapareció con Sancho IV.

## Galería

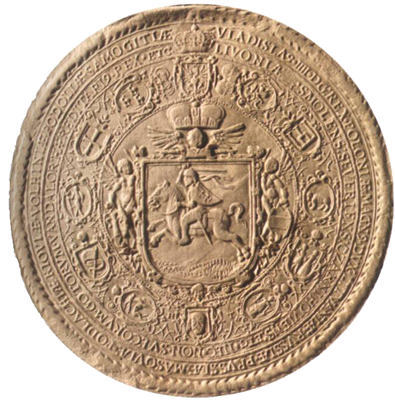
Sello heráldico de Lituania.
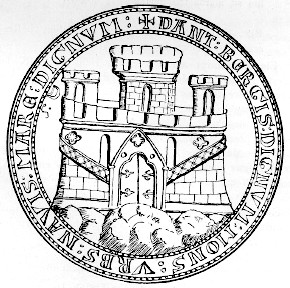
Sello arquitectónico, de Bergen.
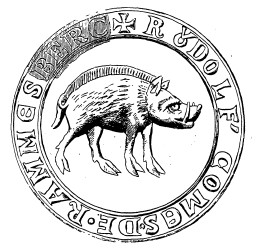
Sello simbólico, de Rudolf von Ramsberg.
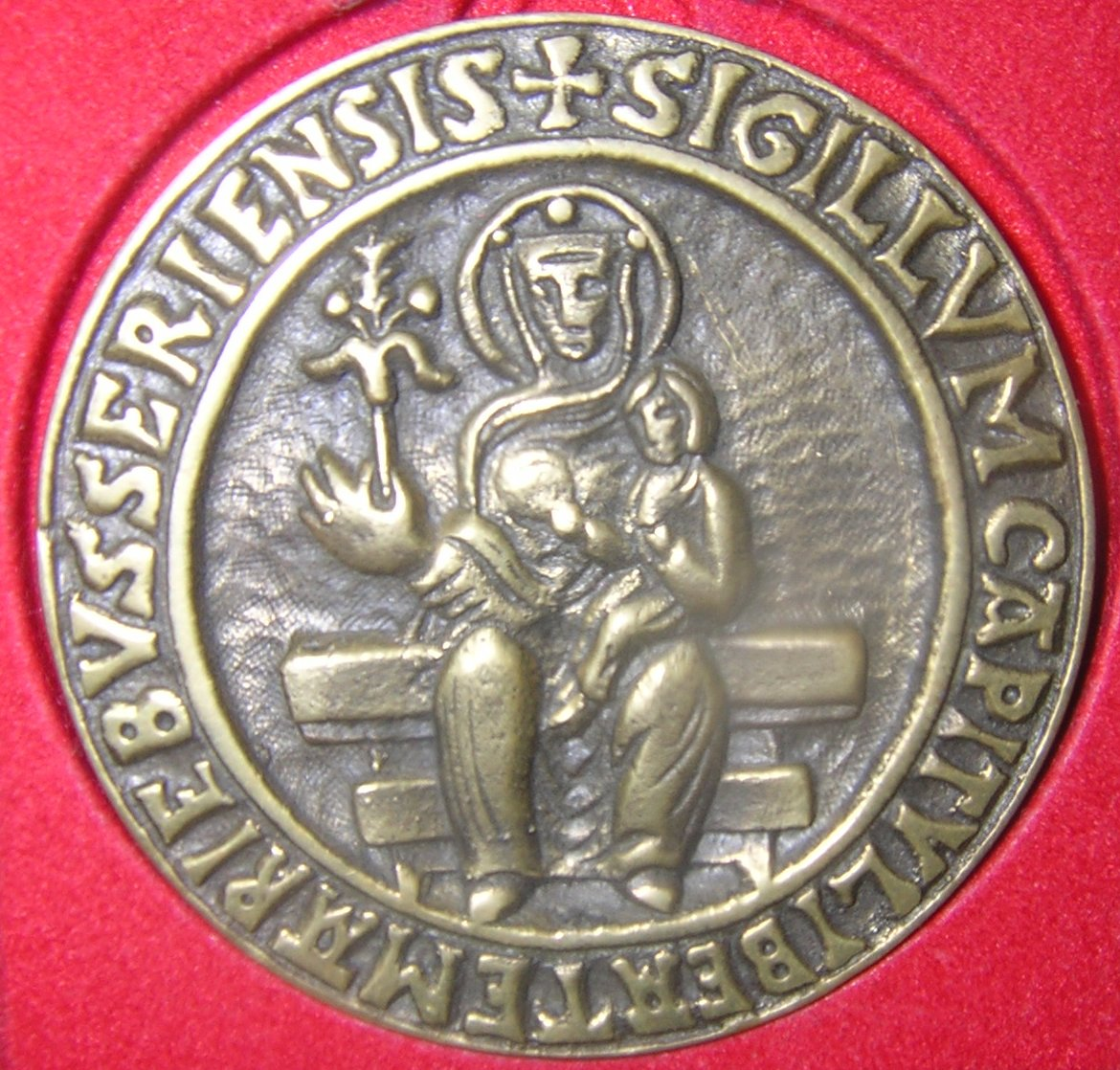
Sello abacial, del abad de Bouxieres-aux-Dames.